# Кудейский кантон
Кудейский кантон (баш. Көҙәй кантоны) — административно-территориальная единица изначально в составе Башкурдистана, а затем в составе Башкирской Автономной Советской Социалистической Республики. Была образована во время оккупации белыми территории республики, как кантон в составе Башкурдистана, затем — 20 марта 1919 года после подписания «Соглашения центральной Советской власти с Башкирским Правительством о Советской Автономной Башкирии». Административный центр — c. Новокулево. 10 августа 1922 года Кудейский кантон был упразднён, а его территория вошла в состав Уфимского кантона.

## Географическое положение
Кудейский кантон на северо-западе и севере граничил с Бирским уездом, на северо-западе — Дуванским кантоном, на востоке — Златоустовским уездом, на юго-востоке — Тамьян-Катайским кантоном, на юге — Юрматынским кантоном, а на юге-западе и западе — Уфимским уездом.

## История
1. Кудейский кантисполком считать ликвидированным, присоединив его территорию к Уфимскому кантону.

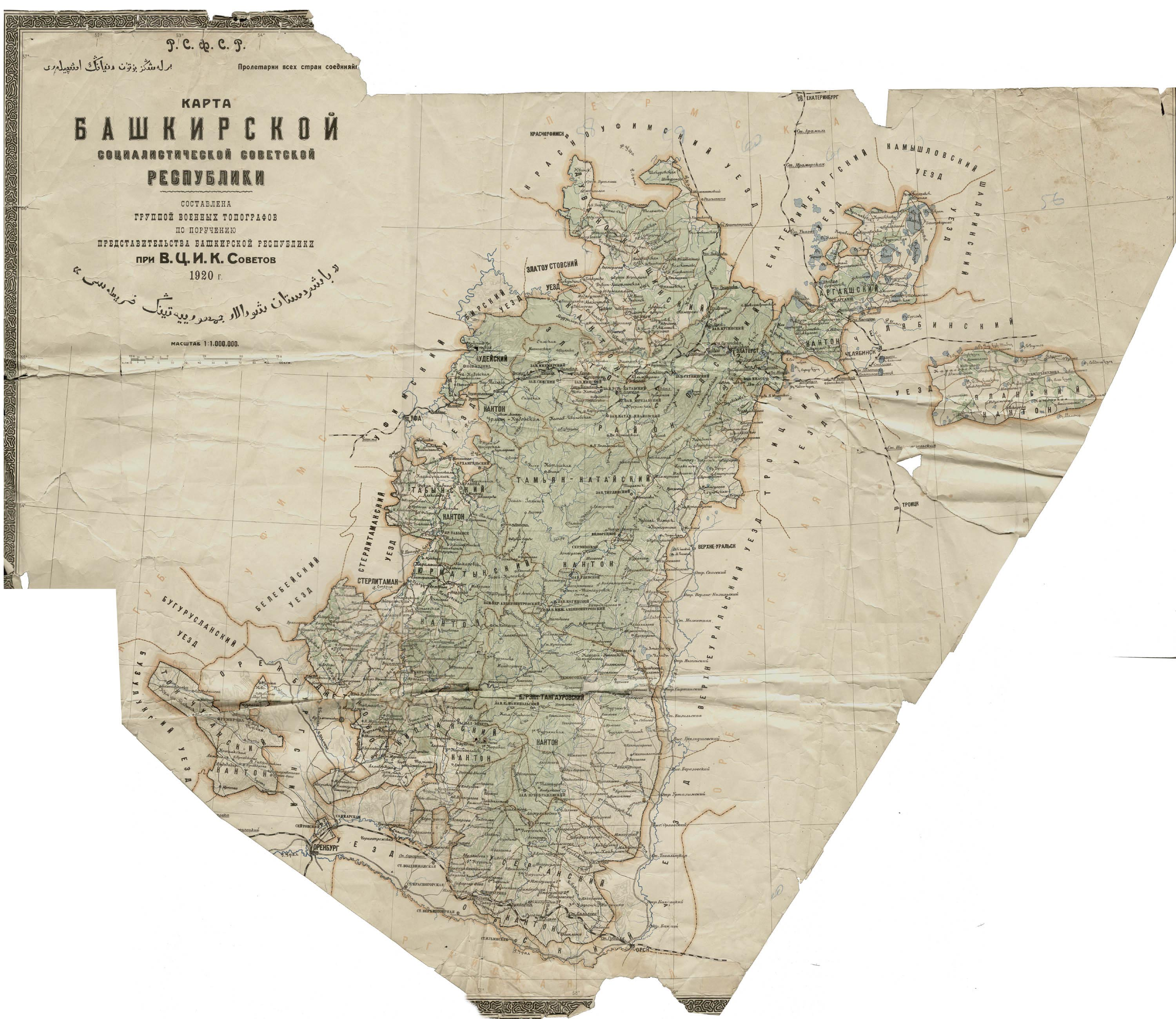
Карта Башкирской АССР в 1920 году

В декабре 1917 года III Всебашкирский Учредительный курултай принял положение «Об автономном управлении Башкурдистана», согласно которой автономия создавалась в границах Малой Башкирии, а на её территории вместо уездов создавалось 9 кантонов — Бурзян-Тангауровский, Джитировский, Барын-Табынский, Ичкин-Катайский, Кипчакский, Куваканский, Тамьян-Катайский, Ток-Чуранский, Усерганский, которые делились на 75 волостей. Кудейского кантона среди них не было.
Во время оккупации территории республики белыми, автономия состояла из 13 кантонов: Аргаяшский, Бурзян-Тангауровский, Джитировский, Дуванский, Кипчакский, Кудейский, Табынский, Кущинский, Тамьян-Катайский, Ток-Чуранский, Усерганский, Юрматынский и Яланский. Кудейский кантон в свою очередь состоял из следующих волостей: 1) Урман-Кудейская, 2) Илекская, 3) Булекей-Кудейская, 4) Иглинская. Административным центром стало село Тавтиманово.
По «Соглашению центральной Советской власти с Башкирским правительством о Советской Автономной Башкирии» от 20 марта 1919 года была создана Башкирская АССР, а её территория состояла из 13 кантонов, в числе которых был и Кудейский кантон, в составе волостей: 1) Урман-Кудейская, 2) Булекей-Кудейская, башкирских селений Иглинской волости и д. Бирючево Надеждинской волости, а административным центром стала деревня Новокулево.
На территории кантона функционировали 4 кожевенных, 3 кирпичных, 1 мыловаренный заводы. В 1921 году зафиксированы 17 библиотек, 17 изб-читален и 1 народный театр.
10 августа 1922 года на основании Декрета Башобкома «О пересмотре административного деления Башкирской АССР» Кудейский кантон присоединялся к Уфимскому кантону. 15 августа 1922 года на основании Декрета БашЦИК «О практическом слиянии советских аппаратов соединенных кантонов Большой Башкирии» Кудейский кантисполком ликвидировался.